# Myonycteris
Myonycteris (Matschie, 1899) è un genere di pipistrello della famiglia degli Pteropodidi.

## Descrizione

### Dimensioni
Al genere Myonycteris appartengono pipistrelli di medio-piccole dimensioni con la lunghezza della testa e del corpo tra 88 e 120 mm, la lunghezza dell'avambraccio tra 56 e 75 mm e un peso fino a 60 g.

### Caratteristiche craniche e dentarie
Il cranio è corto e delicato, con un rostro moderato. Le ossa pre-mascellari sono fuse alle ossa adiacenti, il secondo molare superiore è notevolmente ridotto.
Sono caratterizzati dalla seguente formula dentaria:

### Aspetto
Il colore del corpo è brunastro con un collare più chiaro di peli untuosi nei maschi. Il muso è lungo, le narici sono prominenti e gli occhi sono grandi. La lingua è lunga, con l'estremità arrotondata e fornita di piccole papille. Le orecchie sono piccole e arrotondate. Le ali sono attaccate lungo i fianchi e posteriormente alla base del secondo dito. Le dita dei piedi sono leggermente palmate. La coda è corta, mentre l'uropatagio è ridotto ad una sottile membrana che si estende lungo la parte interna degli arti inferiori. Il calcar è corto.

## Distribuzione
Il genere è diffuso nell'Africa subsahariana.

## Tassonomia
Il genere comprende tre specie.
- Sottogenere Phygetis
  - Myonycteris brachycephala
- Sottogenere Myonycteris
  - Myonycteris relicta
  - Myonycteris torquata